# Domažlický Kulturovar
Domažlický Kulturovar je multižánrový hudební festival každoročně pořádaný od roku 2010 v Domažlicích. První ročník festivalu v roce 2010 se konal v historické budově bývalého domažlického pivovaru. Festival postupně putuje centrem Domažlic a v uplynulých letech proběhl například v zahradě bývalého Augustiniánského kláštera nebo na Náměstí míru v Domažlicích.